# Vladimír Šmicer
Vladimír Šmicer (Děčín, 24 mei 1973) is een voormalig Tsjechisch voetballer en huidig voetbaltrainer.

## Biografie

### Vroege jaren
Šmicer maakte zijn debuut in het betaalde voetbal in 1992 bij Slavia Praag, vier jaar later maakte hij de overstap naar Lens.
Bij Lens speelde hij in de Champions League en won hij in het seizoen 1997-98 het landskampioenschap. Dat seizoen scoorde Šmicer zeven doelpunten en was hij de leider van de ploeg. Hij verliet Lens in 1999 voor Liverpool.

### Liverpool
Šmicer maakte zijn debuut voor Liverpool uit tegen Sheffield Wednesday. Liverpool won de wedstrijd met 2-0 en Šmicer liet een sterke indruk achter. Helaas voorkwamen vele blessures dat hij veel in actie kwam gedurende zijn eerste jaren op Anfield Road. Šmicer verving Harry Kewell in de legendarische Champions League finale van 2005 tegen AC Milan. Šmicer was dat jaar wederom vaak niet meer dan een invaller onder Rafael Benitez. Hij werd door de fans gezien als een mislukking. Liverpool stond in de rust 3-0 achter, maar kwam mede door een doelpunt van Šmicer terug tot 3-3 waardoor de wedstrijd beslist moest worden met penalty’s. Šmicer scoorde de laatste en winnende penalty.
Wrang detail is echter dat Rafael Benitez voor de wedstrijd al had aangegeven dat er voor Šmicer geen toekomst meer was bij Liverpool.

### Bordeaux
Šmicer vertrok naar Bordeaux in 2005. In het Champions League seizoen 2006-2007 moest Bordeaux het in de poule opnemen tegen Liverpool. Šmicer wilde zich graag laten zien tegen zijn oude club, maar wederom was het een blessure die de middenvelder beide wedstrijden aan de kant hield.

### Slavia Praag
In juli 2007 keerde hij terug naar Slavia Praag, hij tekende een contract voor één jaar.
Op 9 november 2009 maakte hij na een 0-0 gelijkspel tegen Viktoria Pilsen, waarin hij de eerste helft speelde, bekend dat hij met onmiddellijke ingang zijn loopbaan als voetballer beëindigt.
"Ik ben niet meer in staat Slavia op het veld tot dienst te zijn. Ik kan mezelf niet langer 100% blijven geven. Mijn hoofd en hart zeggen me door te gaan, maar mijn lichaam zegt nee". Met deze woorden zette de voormalige international en Champions League-winnaar een punt achter zijn carrière.

## International
Šmicer was een belangrijke speler in het Tsjechische nationale elftal, hij kwam uiteindelijk tot 83 caps (27 goals) en speelde op de EK's van 1996, 2000 en 2004. In 1996 verloor Tsjechië in de verlenging, de finale van Duitsland met 2-1. Šmicer kwam ook nog eenmaal uit voor het  nationale team van Tsjechoslowakije.

## Coach
Direct na het einde van zijn spelersloopbaan werd hij als assistent-trainer toegevoegd aan de staf van het Tsjechisch voetbalelftal.

## Erelijst

### Slavia Praag
- 1995/96 1. česká fotbalová liga
- 2007/08 Gambrinus liga
- 2008/09 Gambrinus liga

### RC Lens
- 1997/98 Ligue 1
- 1998/99 Coupe de la Ligue

### Liverpool
- 2000/01 League Cup
- 2000/01 FA Cup
- 2000/01 UEFA Cup
- 2001/02 Charity Shield
- 2001/02 UEFA Super Cup
- 2002/03 League Cup
- 2004/05 UEFA Champions League

### Bordeaux
- 2006/07 Coupe de la Ligue

## Statistieken
- Slavia Praag 81/26
- Lens 93/17
- Liverpool 184/19
- Bordeaux 25/3
- Tsjechië 84/27